# Die Kwannon von Okadera
Die Kwannon von Okadera er en tysk stumfilm fra 1920 af Carl Froelich.

## Medvirkende
- Max Adalbert
- Albert Bennefeld
- Lil Dagover som Kwannon
- Robert Forster-Larrinaga som Georg
- Hanna Gath
- Ernst Gronau
- Leonhard Haskel
- Hans Junkermann
- Werner Krauss som Harlander
- Margarete Kupfer
- Alexander Köckert
- Nils Landberg
- Marija Leiko som Ingele von Geortz
- Paul Morgan
- Alice Reppert
- Karl Römer
- Lillibel Schroth
- Walter Supper
- Otto Treptow
- Alina von Mielewska
- Elsa Wagner
- Emmy Wyda